# 松田和
松田 和（まつだ やわら、1993年10月14日 - ）は、滋賀県出身の日本の元子役、で現在は俳優、タレントとして活動。

## 人物
血液型はO型。関西の有名大学を進学。大学名専攻は公開していない。

## 出演

### テレビドラマ
- 赤ひげ（2002年12月28日、フジテレビ、ゴールデンシアター特別企画） - おくにの息子 役
- ドラマ30 ショコラ（2003年5月 - 7月、毎日放送制作・TBS） - 小泉正太 役
- ナショナル劇場 水戸黄門 第34部 第6回（2012年、TBS） - 九兵衛（幼少期） 役
- 連続テレビ小説 風のハルカ（2005年10月13日 - 2006年4月1日、NHK） - 山中悟史 役
  - 風のハルカ 感謝祭スペシャル! 〜あの感動をもう一度〜（2006年5月27日）

### 映画
- クイール（2004年） - 渡辺悦男 役

### CM
- ゼロ・コーポレーション
- 健康家族 - 息子役

### 舞台
- 歌舞伎〜時平の七笑〜（2001年、京都南座） - 手習いの童 役

## エピソード
- ドラマ『女王の教室』のオーディションで真鍋由介役がなかなか見つからず頭を悩ましていたスタッフが当時公開されていたクイールを視聴し、出演をオファー。しかし、先に出演が決まっていドラマの都合でスケジュールが合わず出演を断念した。本人は非常にこの辞退を残念がっていたらしい。本役は松川尚瑠輝が演じている。

- ドラマ『瑠璃の島』に関しても宮原役オファーを受けるもスケジュールの都合で辞退となっていたらしい。